# Polyuretan
Polyuretan, är en grupp av polymerer som kan ges många olika materialegenskaper: termoplast, härdplast (uretanplast PUR), cellplast, cellgummi, massivt gummi, termoelast, lack, lim och fiber. Polymererna karakteriseras av den upprepade uretangruppen i kedjemolekylerna.
Uretanplast (PUR) har mycket god slitstyrka, elektrisk isolationsförmåga och hydrolysbeständighet. Polyuretaner är vanliga i ytbehandlingsmedel och lim för både in- och utvändigt bruk. Skyddslack för golvmattor, lim i limträprodukter och fogskum är några exempel på produkter som kan innehålla polyuretan. Elastiska polyuretanfibrer återfinns i textilen elastan (spandex, lycra). På grund av sitt innehåll av Isocyanater som är hälsoskadliga bör hantering av produkter innehållande ohärdat polyuretan ske med adekvat skyddsutrustning.

## Användning
Uretanplast (PUR) används ofta inom textilindustrin för att skapa beläggningar på textilier. De tillsätts i regel som en lösning eller emulsion i vatten. Polyuretanbeläggningar ger ett stort spektrum av egenskaper till materialet och kan därför användas till en rad olika slutprodukter såsom läderimitationer, kläder och industrimaterial. Användningsområde beror helt på vilket utgångsmaterial som används för syntesen.
Polyuretaner kan med sina goda egenskaper med fördel användas för att skapa mikroporösa vattenavvisande beläggningar, som andas då det är blandat med vatten och ett lösningsmedel. Lösningsmedlet avdunstar först efter fixering, och innan vattnet hunnit göra detsamma har polyuretanet börjat stelna och bildat tvärbindningar. När vattnet försvinner kvarstår hålrum i polyuretanlagret, där vattenånga släpps igenom. 
En beläggning med polyuretan ger även andra egenskaper som bra riv- och draghållfasthet, mjukare grepp, flexibilitet vid låga temperaturer. Utöver det ger polyuretaner en generellt bra vidhäftning till olika textilier och har även elasticitet. Polyuretaner har en tendens att gulna i solljus, och därför tillförs oftast ett pigment före applicering.
PUR är med sina elastiska egenskaper ett utmärkt material att använda som vibrationsdämpning i alla tänkbara tillämpningar. Exempel är elastiska byggelement för att isolera maskiner, enskilda rum som biosalonger, studios eller hela byggnader. Ytterligare tillämpningar, där de elastiska egenskaperna används för att reducera vibrationer, är att läggas som ballastmattor eller under sliprar i järnvägstillämpningar.

## Tillverkning

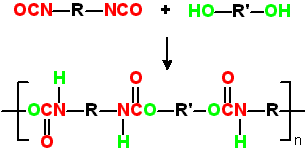
Syntes av polyuretaner

Polyuretaner är produkter som genom polyaddition bildats av di- eller polyisocyanater med en di- eller polyfunktionell alkohol (polyol). De flesta polyuretaner är gjorda från tre startmaterial, långkedjiga polyoler, diisocyanat och en kedjeförlängare. En polyuretan gjord av dessa material har segmenterad struktur, blocksampolymer. Där finns ett mjukt parti med polyoler med svaga krafter inom kedjan, detta parti är uppringlat. Där finns även ett hårt parti som bildats genom en reaktion mellan dioler och diisocyanat. De hårda segmenten har starka krafter i kedjan såsom vätebindningar och dipoler, som beror på den stora mängden polära grupper – uretan och urea.
Monomer: [ -NHCOO- ]
Plasten delas in i följande grupper:
- Solida uretanelastomerer, är tvärbundna material med glastemperaturen Tg ≈ -30 °C.
- Mikrocellulära uretanelastomerer, är expanderande, tvärbundna material med glastemperaturen Tg ≈ -30 °C.
- Styva polyuretanskum, är ett tvärbundet skum med hög styvhet, bra värmeisolerare.
- Uretanhärdplaster är en hård men flexibel härdplast, bra elektrisk isolator.

## Hälsorisker
Härdad uretanplast bedöms ofarlig så länge den inte utsätts för hög värme. Vid tillverkning, applicering och förbränning frigörs hälsoskadliga Isocyanater. Isocyanater kan vid kontakt med andningsvägar och hud leda till överkänslighetsreaktioner, och till hyperreaktivitet i luftvägarna. Vid hantering av ohärdade produkter baserade på polyuretan samt bearbetning eller förbränning av härdade produkter krävs skyddsutrustning. Lång exponering för Isocyanat utan fullgott skydd kan leda till astma.
Vid brand utvecklas giftig rök (såvida den ej behandlats med brandskyddande tillsatser).